# Guy Rabourdin
Pour les articles homonymes, voir Rabourdin.
Guy Rabourdin, né le 20 avril 1918 à Thiais (Seine) et mort le 21 octobre 2001 à Boulogne-Billancourt (Hauts-de-Seine), est un industriel et homme politique français.

## Biographie
Il est le fils de Louis Rabourdin, industriel (décolletage), et Alexandrine Toussaint.
Après des études au Conservatoire national des arts et métiers, il travaille avec son père puis devient président directeur général du Groupe Rabourdin. Il est élu juge au tribunal de commerce de Bobigny.
Il est président du Syndicat national du décolletage et membre du conseil de direction de la Fédération des industries mécaniques.
Avec sa première épouse, Adrienne Bernard, il a deux fils : Jean-Pierre, médecin et Jean-Louis. Veuf, il se remarie le 21 octobre 1978 avec Jeanne Satis.

## Détail des fonctions et des mandats
Mandats parlementaires
- 25 novembre 1962 - 2 avril 1967 : Député de la 2e circonscription de Seine-et-Marne
- 12 mars 1967 - 30 mai 1968 : Député de la 2e circonscription de Seine-et-Marne
- 30 juin 1968 - 1er avril 1973 : Député de la 2e circonscription de Seine-et-Marne

Mandats municipaux
- 15 décembre 1959 - 27 mars 1977 : Maire de Chelles